# Lyre (constellation)
Lyra
Pour les articles homonymes, voir Lyre (homonymie).
La Lyre est une des 88 constellations. Elle se situe dans l'hémisphère nord. Notre étoile tend progressivement à se rapprocher des étoiles qui composent cette constellation.

## Histoire
La Lyre est une constellation ancienne. Les civilisations antiques au Moyen-Orient et en Inde y voyaient un vautour. Les astronomes grecs y voyaient une lyre (ou plutôt une  « kithara ») et les cartes du ciel les plus vieilles la représentent généralement tenue dans les griffes d'un vautour. La Lyre était l’une des 48 constellations identifiées par Ptolémée.
Sous la forme d'un vautour, cette constellation s'est raccrochée à la légende d'Hercule qui, pour son 6e travail, tua les oiseaux du lac Stymphale. La constellation est d'ailleurs proche du Cygne et de l'Aigle.
La lyre représenterait pour sa part l'instrument de musique d'Orphée.

## Observation des étoiles

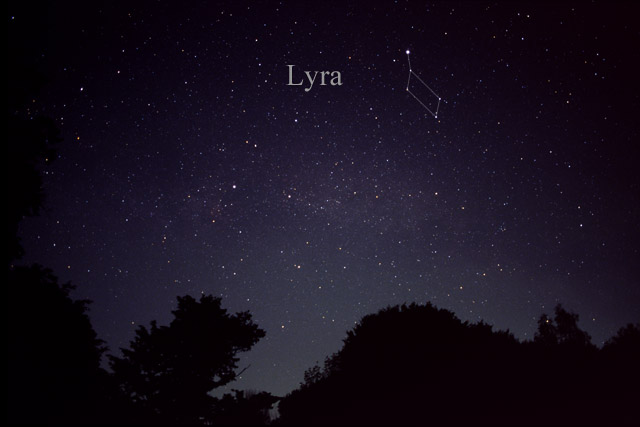
Constellation de la Lyre.

Visibilité nocturne des constellations du Cygne et de la Lyre.

### Localisation de la constellation
La constellation se reconnaît à sa forme : Véga est une étoile très brillante, qui se reconnaît par son association avec les deux étoiles plus faibles (mag 3) β et γ Lyr, l'ensemble évoquant un club de golf. Quand les conditions de visibilité sont meilleures, Véga se trouve à la pointe d'un petit « V » qui rappelle son nom.
Véga est l'un des sommets du grand triangle d'été, facilement repérable par lui-même.

### Forme de la constellation
La constellation est dominée par Véga (α Lyr), et secondairement par le couple qui forme le « club de golf » : Sulafat (γ Lyr) la plus distante et légèrement plus brillante que Sheliak (β Lyr), intermédiaire qui forme l'angle du « club de golf ».
Quand les conditions de visibilité sont meilleures (mag 4), on voit que Véga s'inscrit au milieu du côté (κ Lyr, 13 Lyr) d'un quadrilatère dessiné par Sulafat (γ Lyr, l'extrémité du club), κ Lyr, 13 Lyr et θ Lyr.
Dans des conditions excellentes (mag 5), trois couples d'étoiles parallèles se dessinent, et on voit la constellation sous la forme d'un papillon dont Véga est la tête, prolongée par ζ Lyr et δ Lyr qui forment le corps ; l'aile Sud est formée par κ Lyr en haut et le couple Sulafat (γ Lyr) et Sheliak (β Lyr) en bas ; et l'aile Nord est formée par 13 Lyr en haut, et ν Lyr et θ Lyr en bas.

### Alignements à longue distance
Véga est sur l'alignement qui part de la Grande Ourse, suivant la diagonale SO-NE de la « casserole ». Cet alignement passe par le cœur du Dragon et par sa tête, pour venir toucher Véga, puis plus loin Altaïr de l'Aigle. Il passe par α du Capricorne et les deux « pieds » du capricorne ; et pour les observateurs situés suffisamment au sud, cet alignement se prolonge jusqu'à Al Na'ir (α Gruis).

## Étoiles principales

### Véga (αLyrae)
Véga (α Lyrae), dont le nom signifie « le vautour » en arabe, est l'étoile la plus brillante de la constellation de la Lyre, et d'ailleurs la 5e étoile la plus brillante du ciel. Environ 3 fois plus grosse et plus massive que le Soleil, Véga est une étoile blanche 50 fois plus lumineuse que celui-ci. Elle est assez proche du Système solaire puisqu'elle n'est distante que de 25 années-lumière.
Avec une magnitude apparente très voisine de zéro (0,03), sa couleur et sa proximité en ont fait une étoile idéale pour l'observation et Véga a servi de standard pour la mesure de l'indice « B-V » des autres étoiles, qui détermine avec précision leur couleur.
Du fait du phénomène de précession des équinoxes, Véga prendra la place de l'actuelle étoile polaire, α Ursae Minoris, dans environ 12 000 ans. C'est la position la plus extrême que le pôle puisse avoir par rapport à sa position actuelle, le lieu des pôles est un cercle dont le diamètre est sensiblement le segment Véga - α Ursae Minoris.
Véga, avec α Aquilae (Altair) et α Cygni (Deneb), forme l'astérisme du Triangle d'été.

### Autres étoiles
Sheliak (β Lyrae) — « la Harpe » en arabe — est le prototype d'une classe d'étoiles variables dites variables de type β Lyrae. Ce sont en fait des systèmes d'étoiles doubles dont les composantes s'éclipsent mutuellement à intervalles réguliers et qui sont suffisamment proches l'une de l'autre pour être sérieusement déformées par les forces de marée. Dans le cas de Sheliak, les deux composantes orbitent en 12 jours et projettent régulièrement des filaments de gaz chaud.
Sulafat (γ Lyrae) signifie « la tortue » en arabe. Les lyres d'autrefois pouvaient être faites d'une carapace de tortue faisant office de caisse de résonance ; la mythologie grecque raconte que c'est ainsi que Mercure confectionna sa lyre. D'un point de vue astrophysique, cette géante bleue (type spectral A0) de magnitude 3,2 est intrinsèquement 40 fois plus brillante que Véga, elle-même — rappelons-le — 50 fois plus brillante que le Soleil.
δ Lyrae est une étoile double, située au centre de l'amas ouvert Stephenson 1 (également nommé amas de Delta Lyrae pour cette raison). Les deux composantes sont facilement séparables avec des jumelles et leurs belles couleurs contrastées bleues et rouges sont visibles. Delta1 est elle-même une étoile binaire, tandis que Delta2 est une étoile variable.
ε Lyrae est très connue pour être en fait une double double : ε1 et ε2 sont toutes deux des étoiles doubles dont les membres sont dans les deux cas séparés par 140 ua. ε1 et ε2 sont distantes d'environ 10 000 ua, cette distance et les masses en jeu suggèrent un effet gravitationnel, mais de période de rotation tellement long qu'il est difficile de dire si les deux couples orbitent réellement l'un autour de l'autre. Les quatre étoiles sont similaires, des étoiles blanches environ deux fois plus massives que le Soleil. Cette étoile quadruple est bien connue des observateurs, car les quatre étoiles sont facilement séparables et visibles avec des jumelles ou un petit télescope.
RR Lyrae est le prototype d'une catégorie d'étoiles variables pulsantes nommées variables de type RR Lyrae.
T Lyrae est une étoile carbonée (type spectral C8) présentant la teinte rouge caractéristique. Sa magnitude varie lentement et irrégulièrement de 7,8 à 9,6. Elle est située à 2° au sud-sud-ouest de Véga.
Deux autres étoiles de la constellation portent un nom : Aladfar (η Lyr) et Alathfar (μ Lyr).
HD 178911 et HD 177830 possèdent chacune au moins une exoplanète. La Lyre est l'une des trois constellations (avec le Cygne et le Dragon) qui étaient dans le champ de vision du télescope spatial Kepler, et elle comprend donc plus d'exoplanètes connues que la plupart des autres constellations.

## Objets célestes
La constellation de la Lyre contient la fameuse nébuleuse planétaire annulaire M57, appelée également « nébuleuse de l'Anneau », à mi-chemin entre β et γ Lyrae. L'anneau est en fait un nuage de gaz éjecté par une étoile centrale. Malgré sa célébrité, il est difficile à voir avec un petit télescope et l'étoile centrale est invisible à moins d'en utiliser un grand.
La Lyre renferme également l'amas globulaire M56 et la galaxie NGC 6745.